# Alfred Böhm (Maler)
Alfred Julius Cäsar Böhm (* 1850 in Hamburg; † nach 1900) war ein deutscher Landschafts- und Genremaler.

## Leben
Böhm wurde in Hamburg geboren. Dort war er Mitglied des Künstlervereins von 1832. Er studierte bei Theodor Hagen an der Großherzoglich-Sächsischen Kunstschule Weimar. Als freischaffender Maler ließ er sich Mitte der 1870er Jahre in Düsseldorf nieder und wurde dort Mitglied des Künstlervereins Malkasten. Bis um 1882 wurde Alfred Böhm im Adressbuch von Düsseldorf aufgeführt. Anschließend war Böhm wieder in Hamburg tätig, bis er 1885 nach Sondershausen umzog. Eine freundschaftliche Verbindung zu dem Maler Hans Peter Feddersen aus seiner Studienzeit bei Theodor Hagen in Weimar muss bestanden haben. Feddersen lebte in Kleiseerkoog, als er zuletzt mit Böhm im Juni 1900 korrespondierte und später noch mit dessen Frau Johanna (Anna) Böhm.

## Werke (Auswahl)

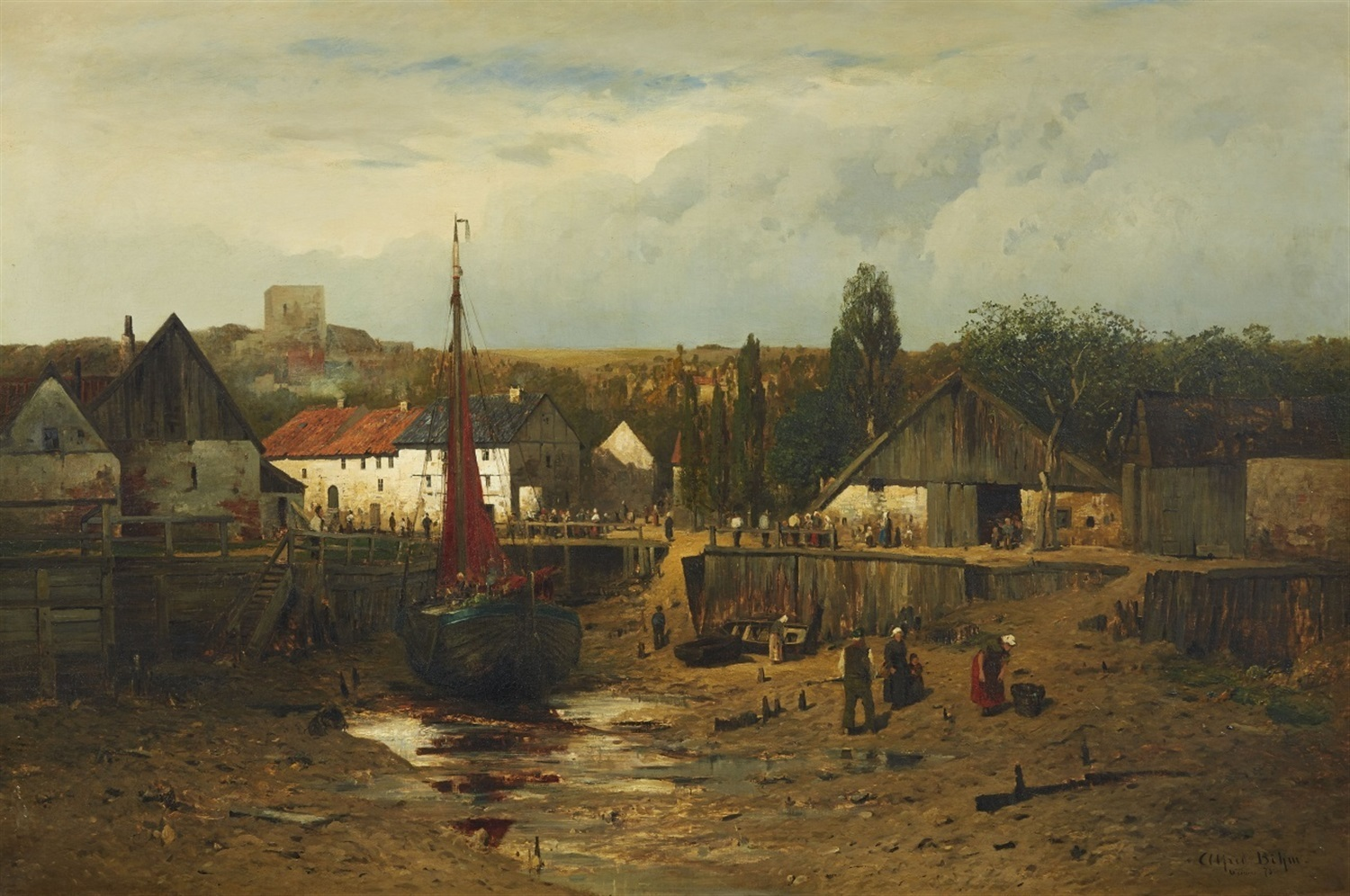
Küstenlandschaft in der Normandie, 1873

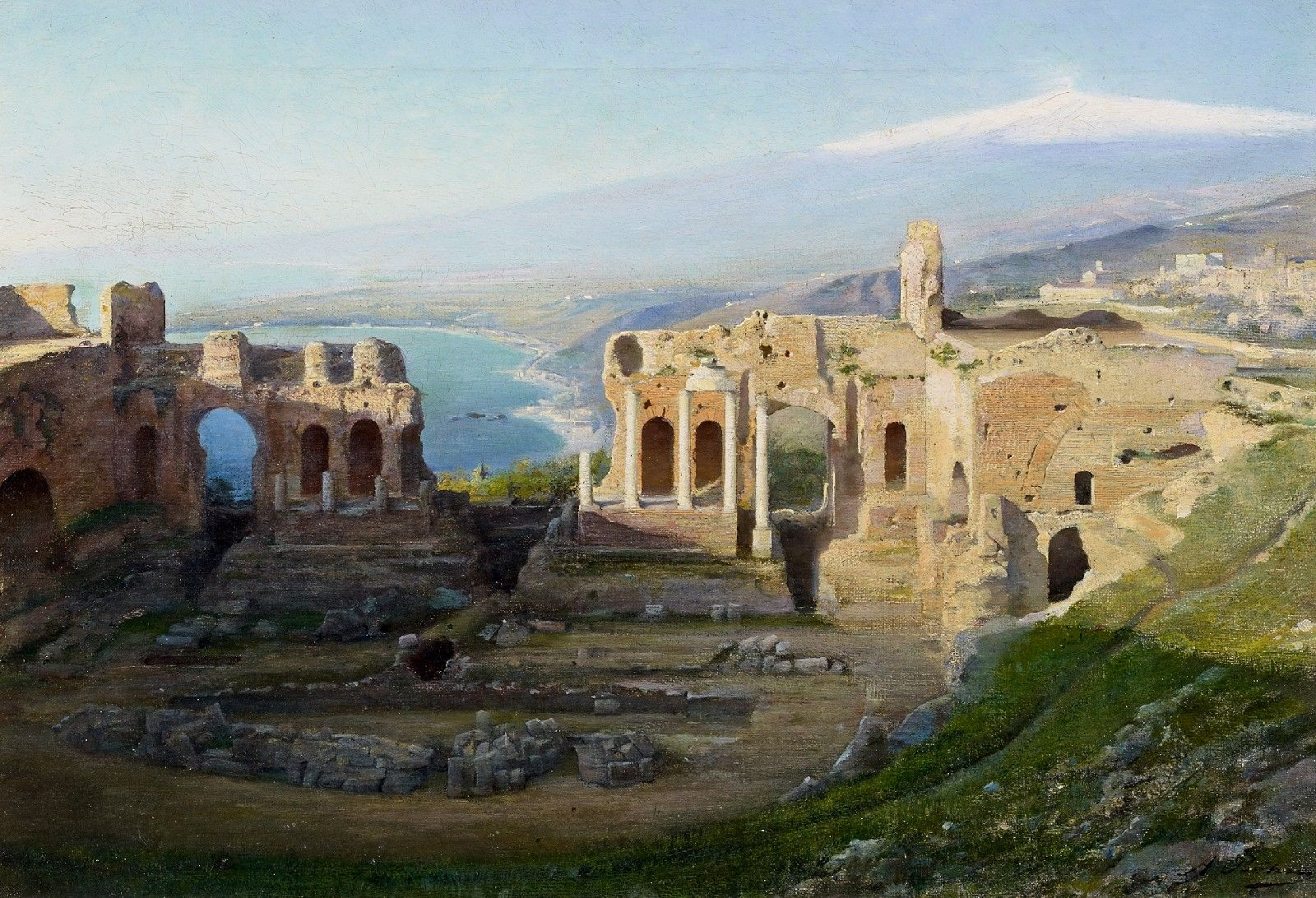
Ansicht von Taormina

- Küstenlandschaft in der Normandie, 1873
- Allerseelen auf einem rheinischen Friedhof, 1873, Museum Kunstpalast, Düsseldorf[4]
- Ein Dorfbrand, 1878
- Invalidenpark, 1881
- Heideschenke
- Am Strande
- Antikes Theater von Taormina
- Ansicht von Taormina